# Perbundo
Perbundo (em grego: Περβοῦνδος; romaniz.: Perboundos; m. anos 670) foi um rei do século VII dos rinquinos, um grupo eslavo na Macedônia. Em ca. 675 foi levado como prisioneiro pelo Império Bizantino devido a suas intenções hostis contra Tessalônica, e transportado para Constantinopla. Perbundo conseguiu escapar, mas foi recapturado e executado, após o que as tribos eslavas da Macedônia ergueram-se em revolta e cercaram Tessalônica.

## Biografia

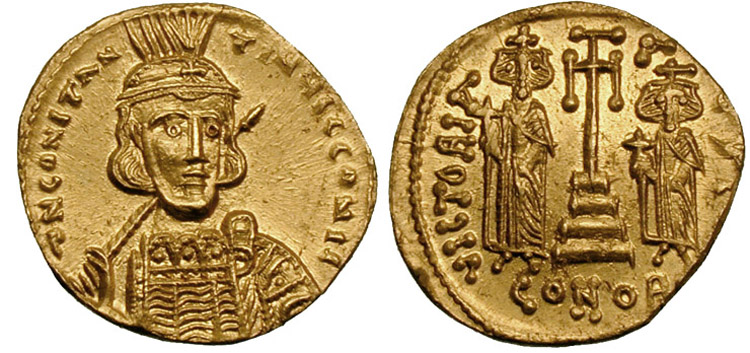
Soldo de r.

Perbundo é atestado apenas nos Milagres de São Demétrio, uma coleção de homilias do século VII em louvor de São Demétrio, o santo patrono de Tessalônica, que fornece a única informação histórica sobre a o colapso da autoridade imperial bizantino e o assentamento eslavo nos Bálcãs. No segundo livro dos Milagres, Perbundo é chamado "rei dos rinquinos" (ὀ τῶν Ῥυγχίνων ρῆξ), um tribo eslava aparentemente relativamente poderosa que viveu próximo de Tessalônica. De acordo com os Milagres, em ca. 675/676, ele chamou a atenção do arconte bizantino de Tessalônica com sua hostilidade e intenção de atacar a cidade. Quando informado, o imperador Constantino IV Pogonato (r. 668–685) ordenou sua prisão, e durante uma visita à cidade, Perbundo foi capturado, posto nas correntes e enviado para a capital bizantina, Constantinopla. Os rinquinos, junto com outras tribos eslavas que viviam no vale do Estrimão (estrimonitas), enviaram emissários para o imperador pedindo sua libertação, e Constantino prometeu deixá-lo ir uma vez que a guerra com os árabes acabasse.
No meio tempo, contudo, Perbundo conseguiu que um tradutor imperial o ajudasse a escapar. Ao passar-se por bizantino (ele falava grego fluente e estava vestido à moda bizantina) Perbundo simplesmente saiu da cidade através do Portão Blaquerna, e encontrou refúgio na propriedade do tradutor, nas proximidades de Bizie. Enfurecido, o imperador lançou uma caçada ao prisioneiro fujão, e notificou Tessalônica que a cidade podia logo ser atacada. A busca terminou após 40 dias, quando a esposa de tradutor foi pega levando comida para o esconderijo de Perbundo. O tradutor e sua família foram executados, enquanto Perbundo foi interrogado. Após tentar mais uma vez escapar, e havendo claras  intenções de sua parte em levantar todas as tribos eslavas em revolta contra o império, ele também foi executado. Quando cientes da execução de Perbundo, os rinquinos, os estrimonitas e os sagudatas fizeram causa comum, se ergueram e colocaram Tessalônia sob cerco durante dois anos.